# Capitolio del Estado de Pensilvania

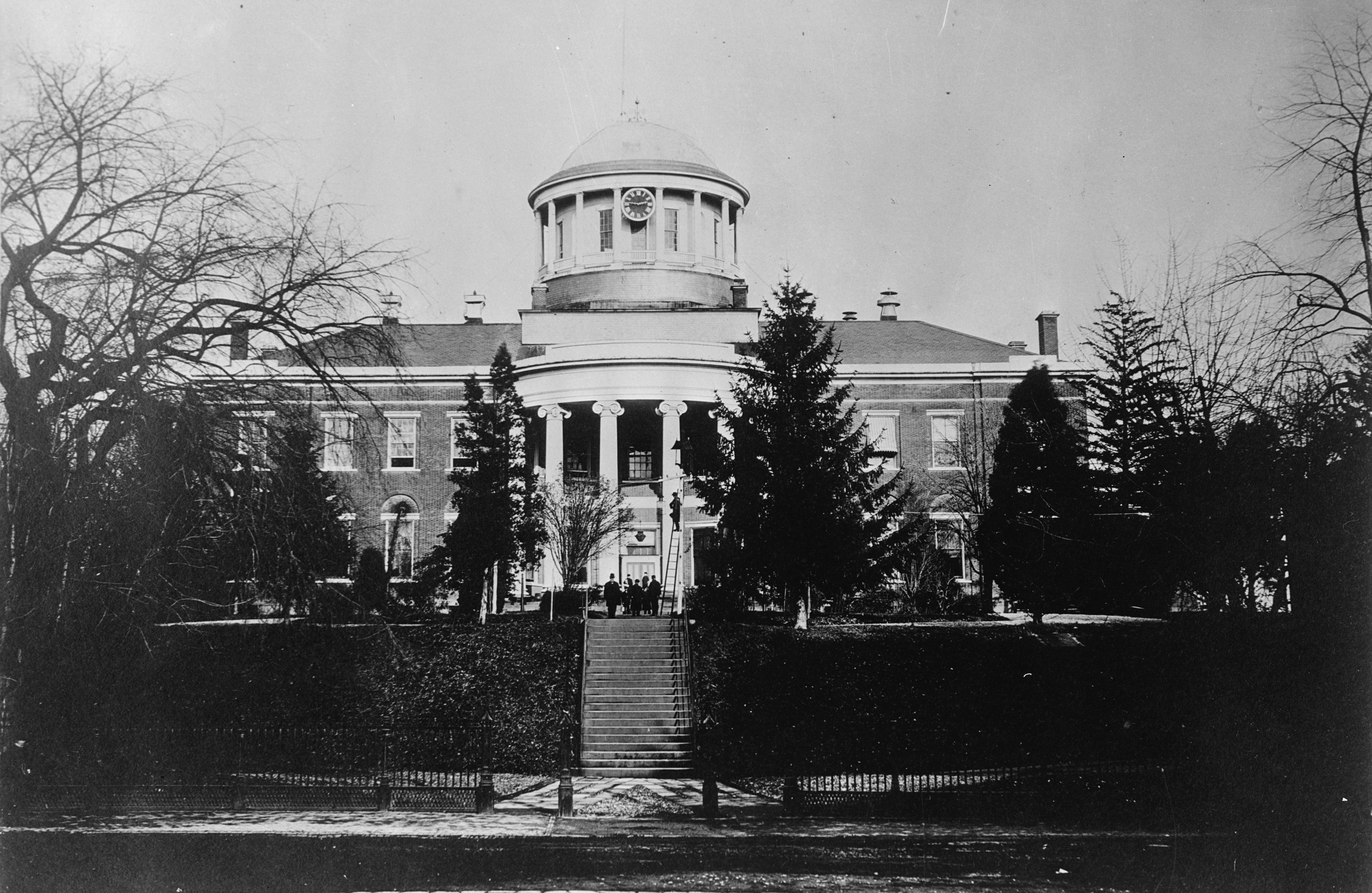
El Capitol Hills (1822 – 1897)

El Capitolio del Estado de Pensilvania (en inglés: Pennsylvania State Capitol) es la sede del gobierno del estado de Pensilvania (Estados Unidos). Ubicado en el centro de Harrisburg, fue diseñado por el arquitecto Joseph Miller Huston en 1902 y completado en 1906 en un estilo Beaux-Arts con temas decorativos neorrenacentistas. Alberga las cámaras legislativas de la Asamblea General de Pensilvania, compuesta por la Cámara de Representantes y el Senado, y las cámaras de Harrisburg de los Tribunales Supremo y Superior de Pensilvania, así como las oficinas del gobernador y el vicegobernador. También es el edificio principal del Complejo del Capitolio.
La sede del gobierno del estado estaba originalmente en Filadelfia, luego se trasladó a Lancaster en 1799 y finalmente a Harrisburg en 1812. El capitolio actual, conocido como Capitolio de Huston, es el tercer edificio del capitolio estatal construido en Harrisburg. El primero, el Capitolio de Hills, fue destruido en 1897 por un incendio y el segundo, el Capitolio de Cobb, quedó sin terminar cuando se suspendió la financiación en 1899.
El presidente Theodore Roosevelt asistió a la dedicación del edificio en 1906. Después de su finalización, el proyecto fue objeto de un escándalo de corrupción. La construcción y el mobiliario posterior costaron tres veces más de lo que la Asamblea General había asignado para el diseño y la construcción. El arquitecto Joseph Huston y otros cuatro fueron condenados por corrupción por alza de precios.
El Capitolio del Estado de Pensilvania a menudo se conoce como un "palacio de arte " debido a sus numerosas esculturas, murales y vidrieras, la mayoría de las cuales tienen el tema de Pensilvania o fueron hechas por residentes de Pensilvania. El edificio fue incluido en el Registro Nacional de Lugares Históricos en 1977 y fue designado Hito Histórico Nacional en 2006; los límites de la designación se ampliaron para incluir el Complejo del Capitolio en 2013, siendo considerado el Capitolio como propiedad contribuidora.

## Historia
William Penn formó el primer gobierno de la entonces provincia de Pensilvania el 28 de octubre de 1682 en Chester, Pensilvania. El gobierno no tenía un lugar de reunión regular y a menudo se reunía en casas de reunión cuáqueras o en residencias privadas en Filadelfia. La primera casa estatal de Pensilvania, ahora conocida como Independence Hall, se construyó en Filadelfia a partir de 1732 y se completó en 1753. Con la Asamblea General de Pensilvania y el Primer y Segundo Congresos Continentales, y el Congreso de la Confederación, tres predecesores del moderno Congreso de los Estados Unidos que ocupó el Salón de la Independencia de 1774 a 1789, la legislatura estatal consideró propuestas para mover la sede del gobierno estatal. John Harris, Jr. ofreció dar 2 ha y 531 m² de tierra cerca de las orillas del río Susquehanna en el centro de Pensilvania al estado, siempre que eventualmente se usara como el sitio de la capital. Harris también estableció una ciudad en 1785, cerca de su parcela de tierra, y la nombró en honor a su padre. En 1799, la legislatura votó para trasladar la capital a Lancaster en lugar de Harrisburg, debido a la mayor población de Lancaster. Desde 1799 hasta 1812, la legislatura residió en Lancaster en el Antiguo Ayuntamiento.

### Capitolio de Hills
La legislatura votó en 1810 para reubicar la capital nuevamente y trasladó la sede del gobierno a Harrisburg en octubre de 1812 a la tierra originalmente cedida por Harris una década antes. 4 ha adicionales también compradas al senador estadounidense William Maclay. La legislatura se reunió en el antiguo palacio de justicia del condado de Dauphin durante la próxima década hasta que se construyó un nuevo capitolio. Se llevó a cabo un concurso para determinar el diseño del capitolio a partir de 1816, que «fue el primer concurso formal para [diseñar] una casa estatal estadounidense». Los diseños presentados, incluido uno de William Strickland, fueron rechazados por ser demasiado caros. Otro concurso se inició en enero de 1819. De los diecisiete diseños presentados, dos fueron seleccionados como semifinalistas. Uno era del arquitecto Stephen Hills de Harrisburg y el otro era del diseñador del Monumento a Washington, Robert Mills; se seleccionó el diseño de Hills. Hills había diseñado un capitolio de "ladrillo rojo, estilo federal «para representar arquitectónicamente la función del gobierno democrático». La construcción comenzó en el Capitolio de Hills en 1819 y se completó en 1822. Se estimó que la construcción del capitolio y el mobiliario posterior costaron 244.500 dólares. El Capitolio de Hills fue visitado por personajes famosos, incluido el Marqués de Lafayette en 1825 y Albert Edward, Príncipe de Gales (más tarde Eduardo VII) en 1860. Abraham Lincoln visitó el Capitolio en 1861 como presidente electo, y luego su cuerpo fue velado allí después de su asesinato en 1865. La colección de banderas de batalla de la Guerra Civil de Pensilvania, que se acumularon en 1866, se trasladó del Arsenal del Estado al segundo piso del capitolio en 1872. Las banderas se trasladaron, de nuevo, en 1895 a la Biblioteca Ejecutiva y Edificio del Museo. El 2 de febrero de 1897, alrededor del mediodía, se descubrió humo procedente de las oficinas del vicegobernador. A primera hora de la tarde, el Capitolio de Hills se había reducido a una "masa humeante de escombros".

### Capitolio de Cobb

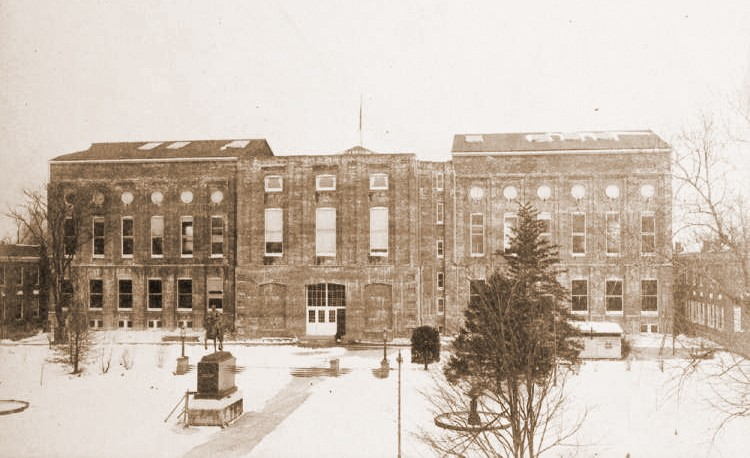
El Capitol Cobb (1899 – 1902)

Después de la destrucción del Capitolio de Hills, la legislatura ahora «sin hogar» se mudó a una Iglesia Metodista cercana. Pronto hubo demandas de que la capital fuera reubicada en Pittsburgh o Filadelfia; la legislatura asignó rápidamente dinero para construir un nuevo capitolio en Harrisburg. El gobernador Daniel H. Hastings optó por una política de reparto para permitir que los costos de construcción se distribuyan entre varios presupuestos anuales. El gobernador Hastings también calculó que 550.000 dólares eran suficientes para construir «un pequeño edificio legislativo» que podría agregarse según sea necesario con el tiempo. Después de que varios arquitectos presentaran los diseños de los edificios en otro concurso, Henry Ives Cobb fue elegido en 1897 para diseñar el nuevo capitolio. La construcción del Capitolio de Cobb comenzó el 2 de mayo de 1898. La legislatura se reunió en el edificio terminado, que habían considerado completo, a pesar de que era una «edificación de ladrillo marrón de varios pisos, sin adornos, sin terminar, que parecía una fábrica», el 3 de enero de 1899. El propio Cobb describió el edificio simplemente como "feo", pero creía que podría terminarlo eventualmente, cuando hubiera más fondos disponibles.

### Capitolio de Huston

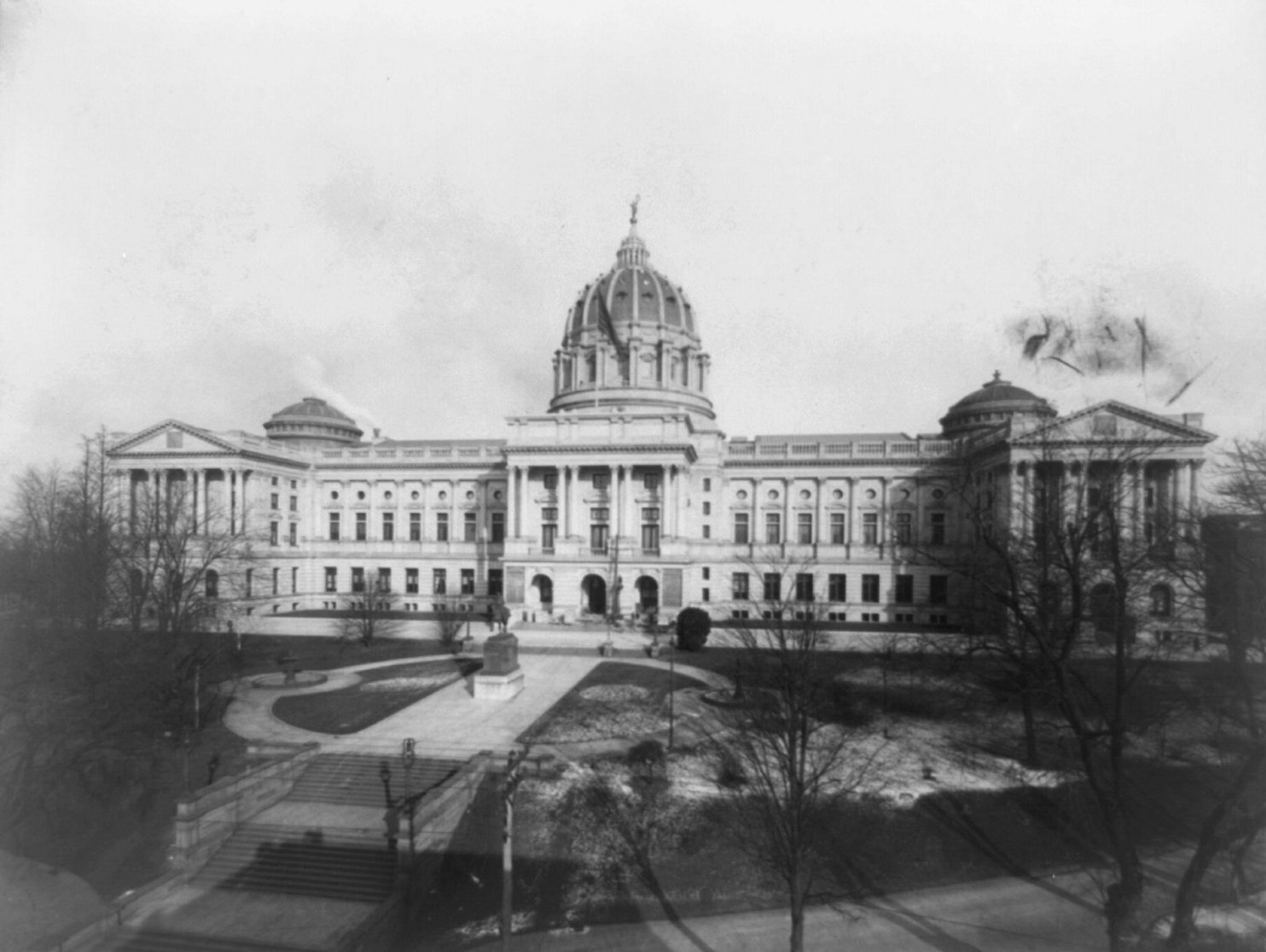
El edificio del capitolio, fotografiado por William H. Rau poco después de su dedicación

El gobernador William A. Stone nombró una nueva Comisión del Edificio del Capitolio en 1901. Luego, la comisión celebró otro concurso de diseño, solo para arquitectos de Pensilvania, que impidió que Cobb, un ciudadano de Chicago, presentara un diseño o terminara su capitolio. La Comisión de Construcción también estipuló que partes del capitolio actual inacabado se usarían en el nuevo capitolio. La Asamblea General había consignado $ 4 millones para la construcción del capitolio. No limitó la cantidad total que se utilizaría para amueblar el edificio. Esto causó problemas después de la finalización de la construcción del capitolio. El Instituto Americano de Arquitectos se opuso a la competencia, citando que los términos del concurso fueron «calculados para 'fomentar el favoritismo y la injusticia' y que de ninguna manera obligaron a la Comisión [del Edificio] del Capitolio a seleccionar al mejor diseño o al mejor arquitecto». El Instituto también informó que ningún arquitecto de Pensilvania participará en el concurso; el arquitecto de Filadelfia, Addison Hutton, fue posteriormente expulsado de la organización después de presentar una propuesta. El diseño de Joseph Miller Huston fue elegido entre nueve propuestas en el concurso en enero de 1902.
El terreno para el Capitolio de Huston se abrió el 2 de noviembre de 1902, pero la piedra angular no se colocó hasta el 5 de mayo de 1904. La propiedad del capitolio se entregó al gobierno estatal el 15 de agosto de 1906 y el edificio del Capitolio. La comisión fue disuelta.

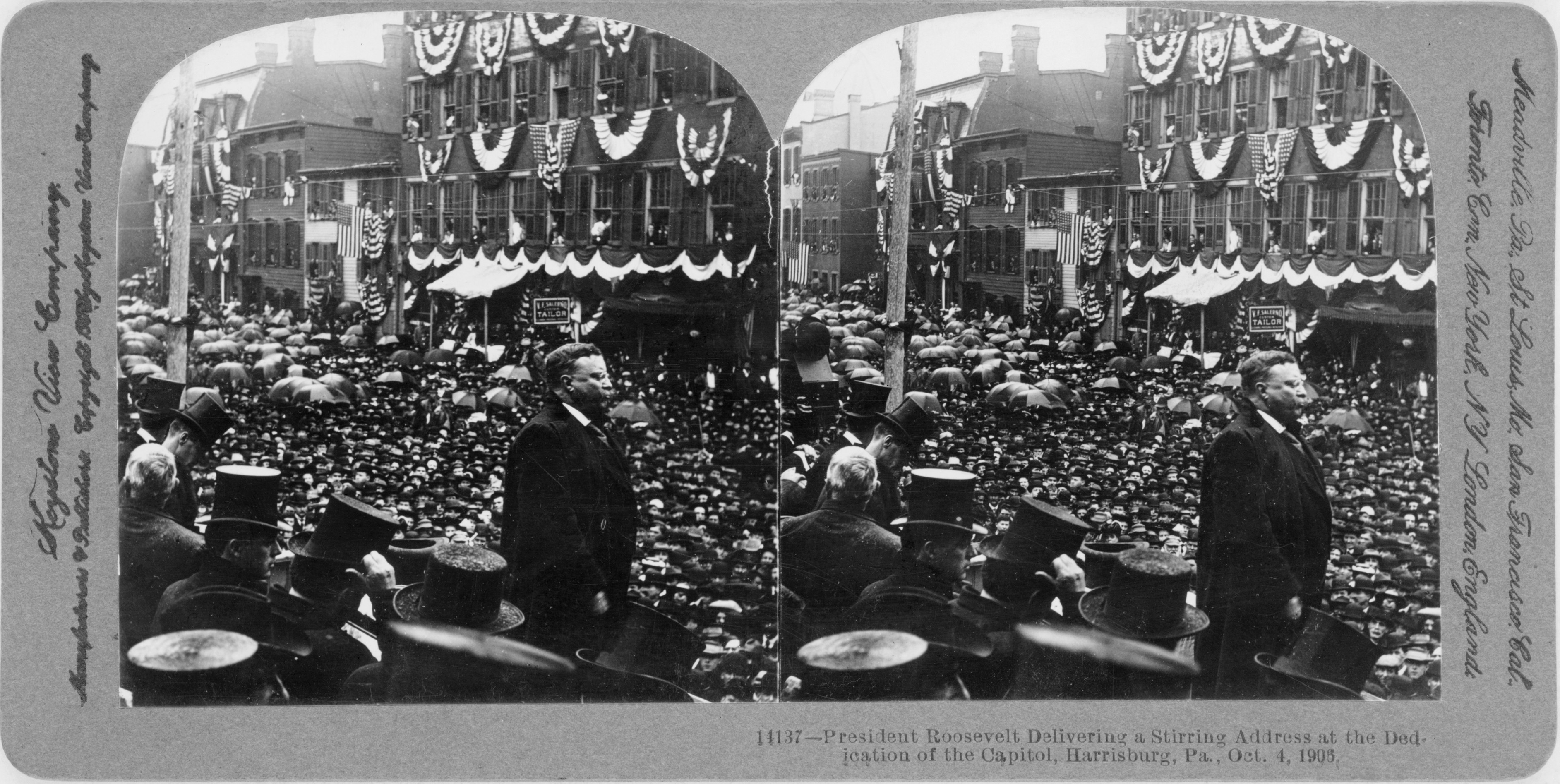
Tarjeta estéreo del presidente Roosevelt en la dedicación de 1906 del Capitolio de Huston

El gobernador Samuel W. Pennypacker dedicó el nuevo capitolio el 4 de octubre de 1906. El exgobernador Stone, que se había convertido en presidente de la Comisión de Construcción después de dejar el cargo, entregó ceremoniosamente la llave del capitolio al gobernador Pennypacker. El presidente Theodore Roosevelt, que había llegado esa misma mañana en un tren especial para pronunciar un discurso y recorrer la nueva capital, declaró que era «el edificio más hermoso que he visto». Pennsylvania Railroad, Northern Central, Reading y Cumberland Valley tenían trenes especiales para acomodar a las multitudes que viajaban hacia y desde Harrisburg para la dedicación.
Aunque el edificio se completó, la mayoría de las obras de arte en el capitolio y sus alrededores no se completarían hasta dentro de dos décadas. Los murales en la rotonda no se instalaron hasta 1908 y las esculturas fuera de la entrada al capitolio se dedicaron el 4 de octubre de 1911. La colección de banderas de la Guerra Civil se retiró del Edificio Ejecutivo, Biblioteca y Museo. Después de un desfile y una ceremonia, se instalaron en vitrinas en la rotonda del capitolio el 14 de junio de 1914. La decoración del capitolio se completó el 23 de mayo de 1927, cuando se develaron los murales en las Salas de la Corte Suprema.

#### Escándalo de corrupción
William H. Berry fue elegido en 1906, poco después de la dedicación, a la oficina de Tesorero del Estado . Fue el único demócrata elegido para un cargo estatal de 1895 a 1934. El gobernador Pennypacker consideró que su exitosa campaña era «uno de esos monstruos de la mala suerte». Berry comenzó a investigar los costos del proyecto del capitolio y trajo sus 13 millones de dólares de etiqueta de precio a la atención del público. Parte de la razón de la discrepancia fue el método «demasiado elaborado» y, a veces, «ininteligible» de Pensilvania de «pedir y comprar suministros, equipos [y] muebles, comúnmente llamado la 'regla por pie'». Dado que los métodos de medición con arreglo a la "regla por pie" no se aplicaban rigurosamente, el proveedor podía sobrevalorar intencionadamente el suministro. Por ejemplo, un mástil de bandera instalado en el techo del capitolio tenía un precio de 850 dólares; Berry estimó que el valor del poste era de solo 150 dólares. Otros gastos incluyeron 1.619 por un puesto de limpiabotas de 125 dólares y 3.257 dólares por una «caja de caoba en la peluquería del Senado» de 325 dólares.
Pennypacker intentó demostrar que los costos asociados con el capitolio eran razonables en comparación con edificios notables similares. Señaló que el Capitolio de Estados Unidos cuesta 18 millones de dólares, pero tenía «cincuenta y cinco [habitaciones] menos que el Capitolio en Harrisburg». Pennypacker también mostró cómo el Capitolio del Estado de Nueva York había costado 24 millones, y aún estaba inconclusa. Después de una investigación, un total de cinco personas, incluido Huston, fueron declaradas culpables, el 18 de diciembre de 1908, y sentenciadas a dos años de prisión por «conspirar con funcionarios estatales para defraudar al Estado en la construcción y equipamiento del Capitolio». El superintendente de Edificios y Terrenos Públicos James Shumaker y el auditor general William P. Snyder también fueron condenados. Entre los condenados, John H. Sanderson y William L. Mathues murieron antes de ir a prisión. 

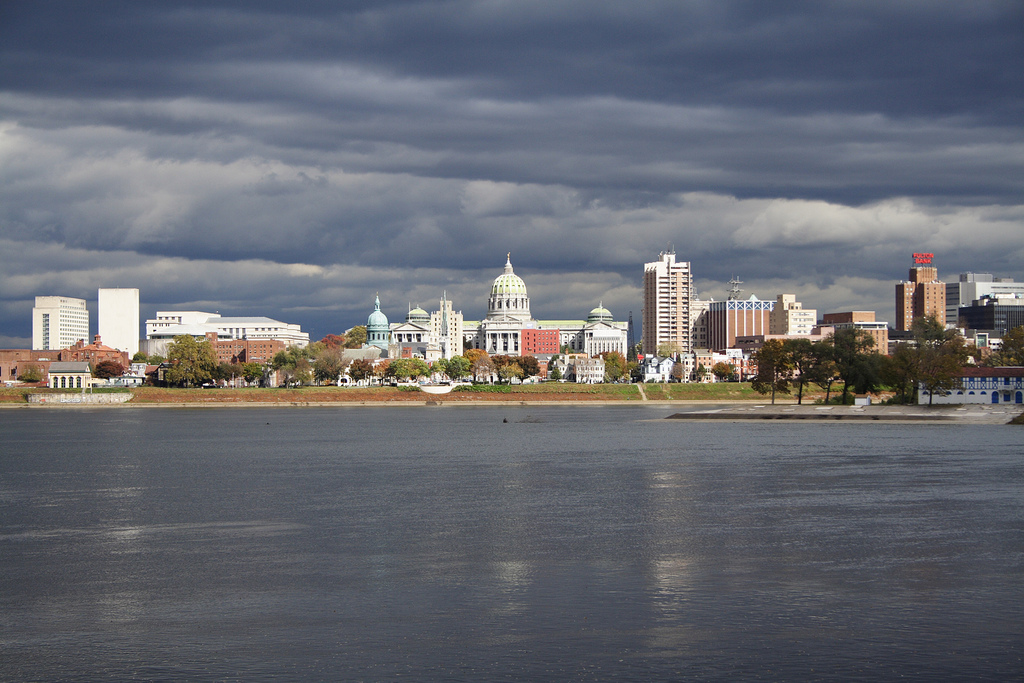
Horizonte de Harrisburg desde el río Susquehanna, con la cúpula del capitolio en el centro

De 1912 a 1917, el estado adquirió todas los 541 propiedades separadas que comprenden el Octavo Distrito al este del capitolio. El Octavo Distrito estaba situado entre el capitolio y un conjunto de vías de ferrocarril, entonces propiedad del Ferrocarril de Pensilvania. Arnold Brunner fue contratado en 1916 para desarrollar nuevas instalaciones para el gobierno estatal, que ya había superado el tamaño del capitolio. Presentó su plan en 1920, que pedía, en primer lugar, la demolición del Octavo Distrito. Brunner planeó dos edificios de oficinas detrás del capitolio, los Edificios de Oficinas Norte y Sur, y estos fueron separados por un patio que llamó Tribunal Popular. El edificio de oficinas del sur se completó en 1921. La nivelación del octavo distrito se terminó en 1925.
Aunque Brunner murió el 14 de febrero de 1925, algunos elementos de sus planes aún estaban terminados, a excepción de su Tribunal Popular, que se convirtió en un estacionamiento. Brunner planeó un puente para cruzar las vías del tren y conectar el capitolio con el punto más alto de la ciudad en el 13. Calle. Brunner también había planeado originalmente tener otro puente sobre el río Susquehanna, en el lado oeste del capitolio. Después de su muerte, se rediseñaron partes del puente y se convirtió en el actual State Street Bridge, que se completó en 1930. El Edificio de Educación, o Edificio del Foro, se completó en 1931.
La Comisión Histórica y de Museos de Pensilvania erigió dos marcadores históricos en agosto 11 de diciembre de 1953 — uno que conmemora el Capitolio de Hills y otro para el capitolio actual. El capitolio fue incluido en el Registro Nacional de Lugares Históricos el 14 de septiembre de 1977. A partir de 1981, el reconocido arquitecto de preservación histórica, Hyman Myers, del estudio de arquitectura de Filadelfia, Vitetta Group, supervisó la restauración del edificio capital. En 1982, se creó el Comité de Preservación del Capitolio (CPC) «para supervisar y coordinar la preservación histórica del Edificio del Capitolio del Estado». Uno de los primeros proyectos de la CPC fue la preservación del 390 Banderas de la Guerra Civil y 22 banderas de la guerra hispanoamericana, que no habían sido perturbadas desde que se colocaron en la rotonda en 1914. Entre 1985 y 1987, se erigieron andamios en la rotonda y se retiraron los murales para su restauración. La estatua en lo alto de la cúpula del capitolio fue removida para su restauración en helicóptero en el verano de 1998, y fue devuelta en septiembre del mismo año. Se decidió restaurar la Cámara del Senado después de que se inundó con 98.000 litros de agua en febrero 14 de septiembre de 1999 El capitolio fue declarado Hito Histórico Nacional el 20 de septiembre de 2006, durante su centenario. El 27 de febrero de 2013, los límites de la designación se revisaron para abarcar los terrenos y los edificios circundantes.

## Exterior
El capitolio mide 160 m de largo y 83 m de alto. Su ala central mide 77 m de ancho y sus dos alas laterales tienen 65 m. La fachada del capitolio está construida con granito de Hardwick, Vermont. La cúpula de 28,7 m está coronada por la estatua de bronce dorado de la Commonwealth, obra de  Roland Hinton Perry. Mide 4 metros de altura sobre y está situada sobre una esfera de 1,2 m; la estatua es la personificación de una mancomunidad. La cúpula en sí pesa 24.000 toneladas y se inspiró arquitectónicamente en la basílica de San Pedro en Roma.
Huston diseñó las grandes puertas de bronce en la entrada principal del capitolio. Fueron modeladas por el escultor Otto Jahnsen y fueron fundidas en una sola pieza usando el método de fundición a la cera perdida por la Henry Bonnard Bronze Company. Las puertas están decoradas con escenas de la historia de Pensilvania, como la llegada de William Penn y su tratado de paz con los Lenape. Bustos de personas que fueron importantes en la construcción del capitolio, como el gobernador Pennypacker, Boies Penrose y Matthew Quay, decoran los bordes de las puertas. El busto de Huston esconde el ojo de la cerradura de las puertas.
La entrada está flanqueada por dos esculturas, tituladas Love and Labor: The Unbroken Law yThe Burden of Life: The Broken Law. Ambos fueron esculpidos en mármol de Carrara a partir de modelos creados por George Gray Barnard en 1909.
Los terrenos del Capitolio de Pensilvania, oficialmente el Parque del Capitolio, comprende 180 668 m². Los terrenos están delimitados por North Street en el norte, 7th Street al este, Walnut Street al sur y 3rd Calle al oeste. Arnold Brunner realizó el diseño de los terrenos, que originalmente totalizaban solo 6 ha de la tierra que Harris y Maclay le dieron al estado. Las restantes 12 ha se agregaron cuando el estado compró el Octavo Distrito.
Un monumento de 19,5 metros, dedicado a los ciudadanos de Pensilvania que murieron en la guerra entre México y Estados Unidos, fue construido en 1858. El monumento no se colocó en el terreno hasta 1868 y se trasladó a la esquina sureste del terreno en 1893, cuando el Ejecutivo se construyó el Edificio de la Biblioteca y Museo. En – un monumento, dedicado al exgobernador John F. Hartranft, fue esculpida por Frederick Ruckstull. El de monumento de 7,9 m se inauguró el 18 de mayo de 1899 y se colocó frente al capitolio. Fue trasladado en 1927 al frente del Edificio Ejecutivo, Biblioteca y Museo. Amigos de Penrose en la Asamblea General, que había muerto en 1921, aprobaron una legislación para un monumento a Penrose. El de monumento de 4,9 m fue dedicado el 23 de septiembre de 1930 y está ubicado cerca de la esquina de las calles North 3rd y Walnut.

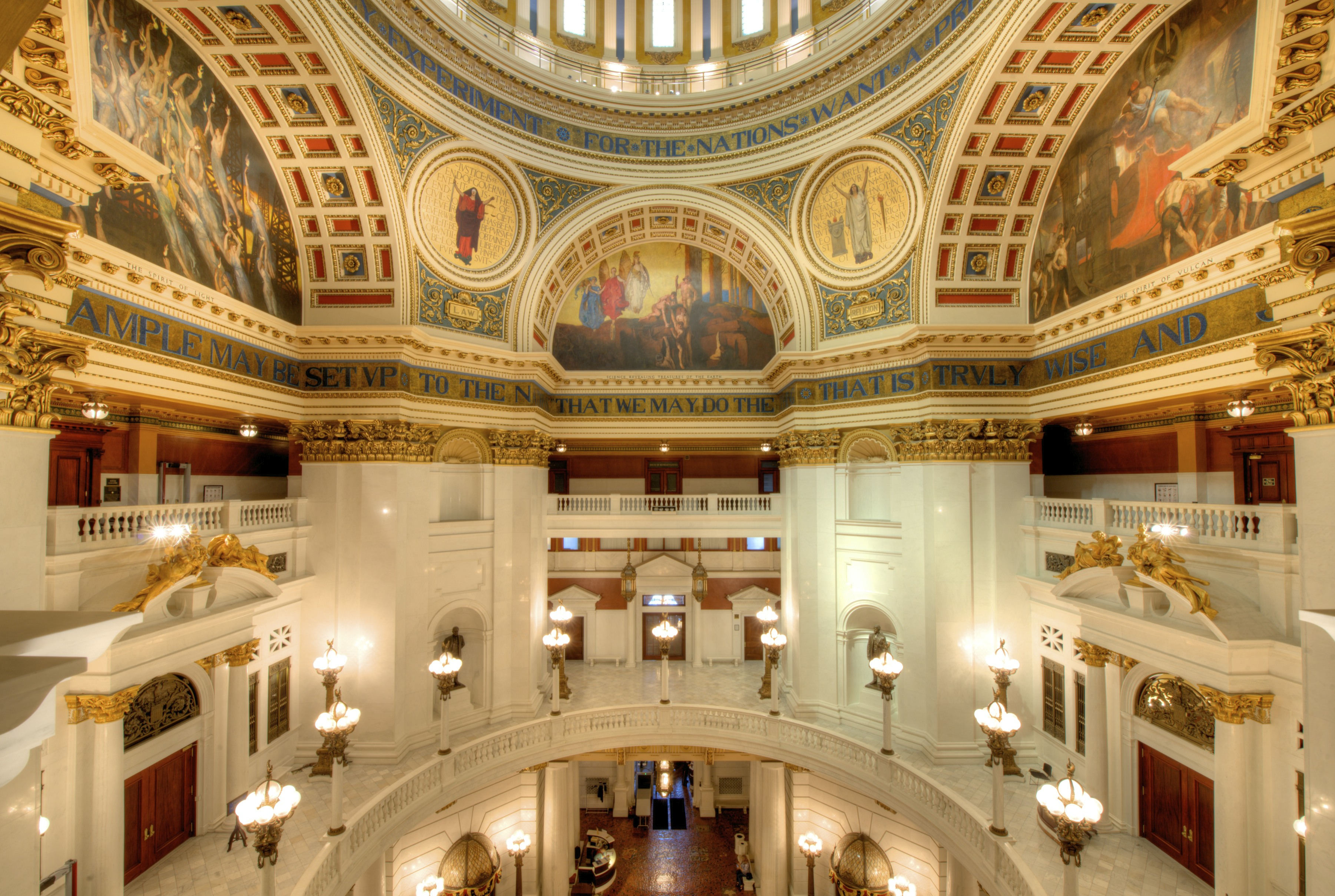
El interior de la rotonda del capitolio. Dos medallones y tres lunetas son visibles, de izquierda a derecha: Espíritu de luz, Ley, Ciencia que revela los tesoros de la tierra, Religión y Espíritu de Vulcano. También se pueden ver partes de la cita de William Penn.

El Capitolio del Estado de Pensilvania alberga las cámaras de la Cámara de Representantes de Pensilvania, el Senado de Pensilvania y las cámaras de Harrisburg de la Corte Suprema de Pensilvania. El Capitolio tiene 475 habitaciones y cuatro pisos, sin incluir un entrepiso entre el primer y segundo piso, y un sótano. Las puertas de entrada de bronce del capitolio conducen a la rotonda del primer piso con la gran escalera en el centro. La escalera de la rotonda es de tipo imperial, similar a la del Palais Garnier en París, Francia. La escalera conduce al entrepiso entre el primer y segundo piso, antes de dividirse en dos escaleras que conducen al segundo piso. Edwin Austin Abbey pintó cuatro medallones alegóricos alrededor de la base de la cúpula del capitolio, detallando las «cuatro fuerzas de la civilización»: Arte, Justicia, Ciencia y Religión. Abbey también pintó cuatro murales de lunetas que «simbolizan las contribuciones espirituales e industriales de Pensilvania a la civilización moderna». Las lunetas están situadas en los huecos de cada arco en la rotonda. La rotonda está pavimentada con baldosas, hechas a mano por Henry Chapman Mercer, de Moravian Pottery and Tile Works. Mercer produjo 1500 m²  de baldosas, que incluyen «377 mosaicos, que representan 254 escenas, artefactos, animales, pájaros, peces, insectos, industrias y trabajadores de la historia de Pensilvania». Los interiores de la rotonda y la cúpula están inscritos con una cita de William Penn hecha sobre la fundación de la Commonwealth de Pensilvania:
La cámara baja de la Asamblea General bicameral, la Cámara de Representantes, tiene 203 miembros, elegidos por un período de 2 años, y presidido por el Portavoz de la Cámara. La Cámara de la Cámara, o Salón de la Cámara, es la más grande de las tres cámaras a 30 m de ancho y 40 m de largo. Se encuentra en el lado sur de la rotonda.

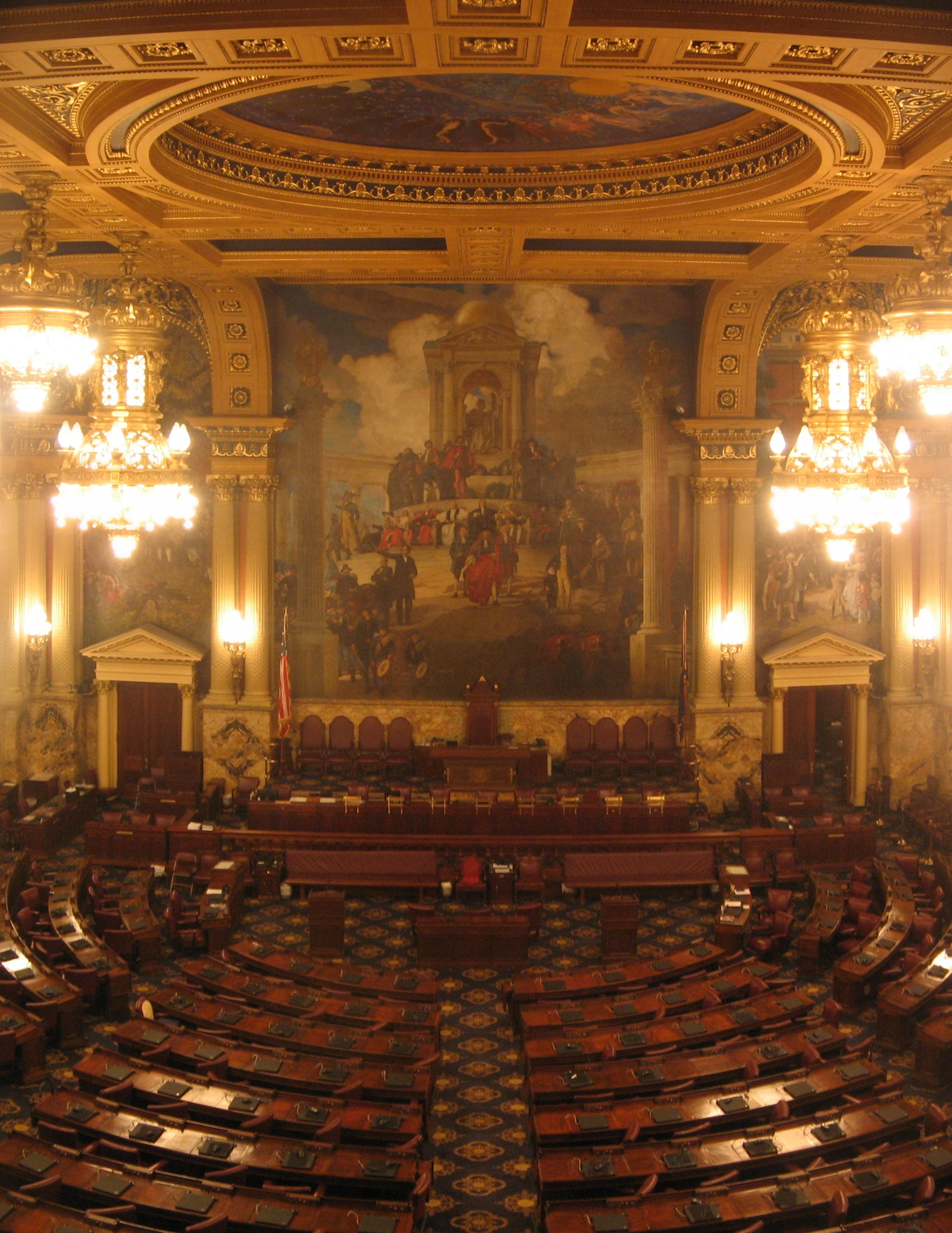
La Cámara de la Cámara de Representantes desde la galería. La pintura Apoteosis de Pensilvania es visible en la pared del fondo de la cámara.

### Sala de la Corte Suprema

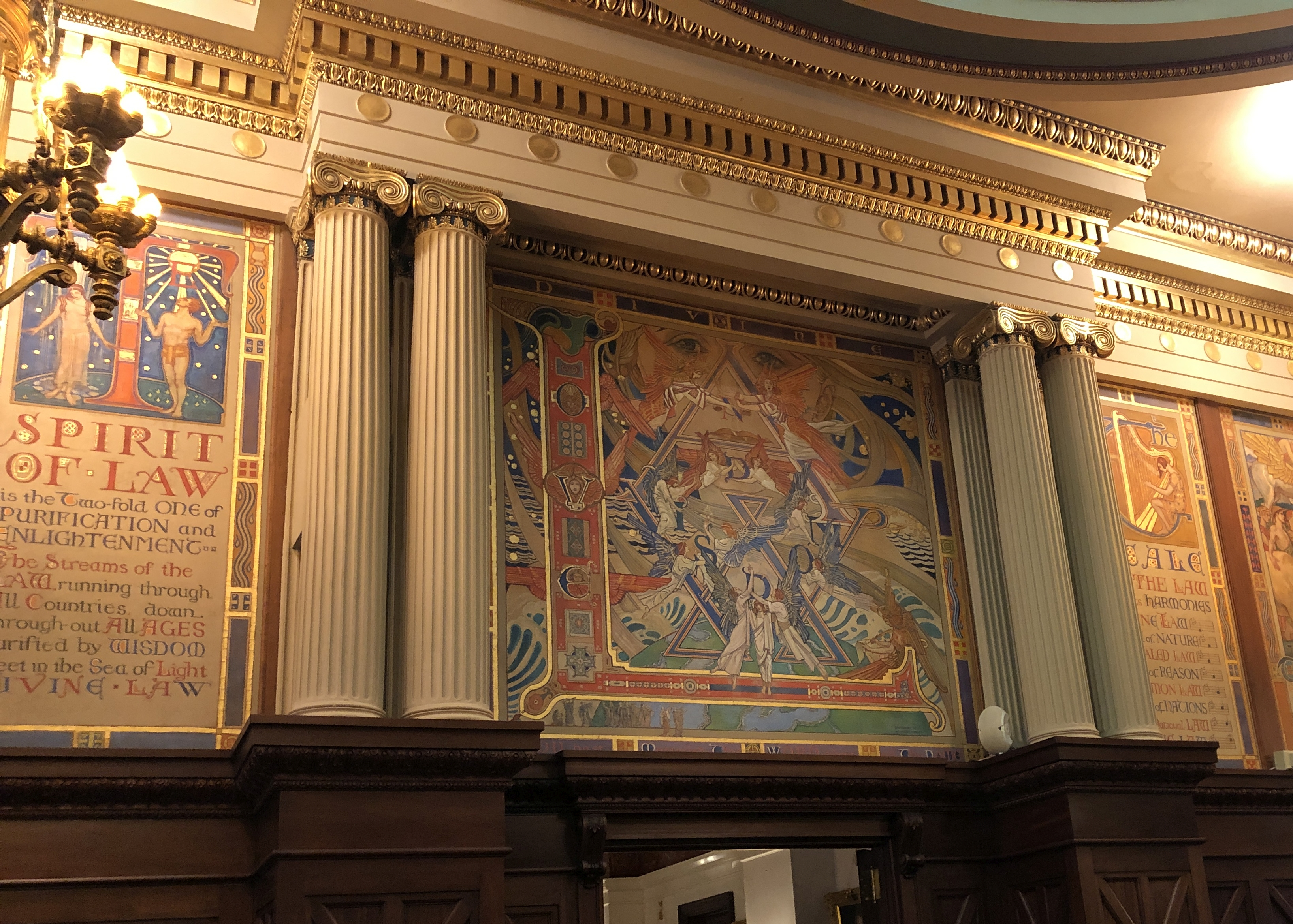
Mural de la Ley Divina de Violet Oakley en la sala de la Corte Suprema de Pensilvania.

La Corte Suprema de Pensilvania es la corte de último recurso en el Commonwealth. El Tribunal Superior de Pensilvania es uno de los dos tribunales de apelación intermedios del estado. La Sala de la Corte Suprema, oficialmente la Sala de la Corte Suprema y Superior, es utilizada por ambos tribunales y fue diseñada utilizando temas de la antigua Grecia y Roma. Está ubicado en el cuarto piso del capitolio, en el lado este de la rotonda. La Sala de la Corte Suprema es la más pequeña de las tres cámaras con 13 por 22 m.
Violet Oakley pintó los 16 murales en la "Sala del Tribunal Supremo" para representar la historia del derecho. El ciclo de 16 paneles, pintado entre 1917 y 1927, comienza y termina con la Ley Divina como piedra angular, sobre la entrada principal. Alrededor de la habitación en el sentido de las agujas del reloj, los murales representan la Ley de la Naturaleza ; Ley Revelada Griega, Hebrea y Cristiana; Derecho Romano de la Razón ; Derecho consuetudinario inglés ; William Penn como legislador ; Derecho estatal, nacional e internacional y, finalmente, el Espíritu de la ley divina. Una cúpula de vidrieras, diseñada por Alfred Godwin, nativo de Pensilvania, está en el centro del techo.

## Complejo del Capitolio
El complejo del Capitolio del Estado de Pensilvania incluye los edificios propiedad de Commonwealth, que están controlados por el Departamento de Servicios Generales de Pensilvania, y están centrados en el capitolio de Harrisburg. El complejo del Capitolio se convirtió en un Hito Histórico Nacional en 2013 cuando se revisó la designación para incluir no solo el capitolio, sino el edificio circundante como propiedad contribuyente — excepción del ala Este. El complejo y el área mayor están protegidos a tiempo completo por la Policía del Capitolio de Pensilvania, su agencia de aplicación de la ley dedicada, así como por la Oficina de Policía de Harrisburg, que patrulla toda la ciudad.
El edificio más antiguo del complejo es el Edificio Ejecutivo, Biblioteca y Museo. Situado junto al Capitolio de Hills y el Capitolio de Huston, fue construido en 1894. Fue designado Edificio de Oficinas Legislativas Matthew J. Ryan el 14 de junio de 1999, en reconocimiento al expresidente Matthew J. Ryan. El edificio de oficinas Ryan es el edificio más antiguo del complejo y fue diseñado originalmente para albergar la Biblioteca Estatal y el Museo Estatal de Pensilvania, así como la Oficina del Gobernador y la Sala de Recepción. Hoy alberga las oficinas de los miembros de la Cámara de Representantes de Pensilvania.
Los edificios de oficinas norte y sur de siete pisos están situados detrás del capitolio y tienen vista al ala este. El edificio de oficinas del sur fue rebautizado como el edificio de oficinas de K. Leroy Irvis el 20 de diciembre de 2002, en reconocimiento al ex portavoz K. Leroy Irvis. Los edificios del Museo Estatal y los Archivos Estatales se construyeron en 1964. A 200 por 100 m. Además, la denominada Ala Este, se dedicó el 2 de diciembre de 1987. Esta reemplazó el estacionamiento de décadas y cumplió el plan de Brunner de un Tribunal Popular. Fue construido parcialmente bajo tierra, de modo que el punto más alto del ala este apenas llega al primer piso del capitolio.